# Teatre Bulandra de Bucarest
El Teatre Bulandra de Bucarest (en romanès: Teatrul Bulandra) es va fundar el 1947 com a Teatrul Municipal; la seva primera directora va ser Lucia Sturdza-Bulandra, una de les principals actrius escèniques romaneses de la seva generació. Liviu Ciulei va ser director entre 1963 i 1972; un dels directors més importants des de llavors va ser Ștefan Iordănescu (1999–2002), que va reestructurar la direcció del teatre. Des del 2002 fins a la seva mort el 2019, el teatre va ser dirigit per Alexandru Darie; a partir del 2020, el director és Vlad Zamfirescu.
Des de 1991, el Teatre Bulandra és membre de la Unió de Teatres Europeus, que es va fundar el març de 1990. El teatre compta actualment amb dos escenaris, situats a uns 1,5 km part de l'altre: Sala Liviu Ciulei, l'antiga Sala Izvor (renovada el 2002) prop del riu Dâmboviţa, no gaire lluny de l'angle sud-oest dels jardins de Cișmigiu; i la Sala Toma Caragiu (renovada el 2003), a uns mig quilòmetre al sud-est de Piața Romană, just a l'est del parc Grădina Icoanei.
Abans s'havia anomenat Teatrul Municipal i va adquirir més tard el nom de Teatrul Lucia Sturdza Bulandra, ara escurçat a Teatrul Bulandra. L'actual Sala Liviu Ciulei (Izvor) va ser i segueix sent la seu, les oficines d'habitatge i l'espai del teatre real. L'edifici principal del teatre va ser rebatejat l'any 2011 en honor de l'anterior responsable del Teatre Bulandra, director de cinema i teatre i actor Liviu Ciulei.
Abans de l'època comunista, la segona sala, situada per Grădina Icoanei i dissenyada per l'arquitecte Ion Mincu, era l'auditori d'una escola privada, Școala Centrală de Fete (Escola Central de Noies), que es troabava al carrer Icoanei. Després de la nacionalització de Ceaucescu, la sala va ser rebatejada per Filimon Sârbu, i després va agafar el seu nom actual, en memòria de l'actor Toma Caragiu.